# 澤姆良卡 (紹斯特卡區)
51°41′58″N 33°37′28″E / 51.69944°N 33.62444°E
澤姆良卡（烏克蘭語：Землянка）是位於烏克蘭東北部的村莊，由蘇梅州紹斯特卡區的貝雷扎市鎮負責管轄。該村處於埃斯曼河左岸，距離舍夫琴科韋1.5公里，面積4.5平方公里，海拔高度187米，2001年人口598。